# Miróbriga
Miróbriga ou Miróbriga celticorum (Mirobrigensis qui celtici cognominantur - Plin. Nat. IV 118) était une ancienne ville de la partie la plus occidentale de la Lusitanie pendant l'âge du fer et l'époque romaine qui a été mentionnée par Pline l'Ancien et Ptolémée.
Malgré quelques incertitudes, la ville est généralement associée au site archéologique de Castelo Velho de Santiago do Cacém (Herdade dos Chão Salgados) situé à proximité du village et paroisse civile de Santiago do Cacém, dans la municipalité du même nom au sud-ouest du Portugal.
Les ruines furent mentionnées pour la première fois par André de Resende au XVIe siècle, qui les associa également au toponyme. Le site est également connu sous les noms de Cidade romana de Miróbriga ou Ruínas de Miróbriga  comme indiqué par son classement d' Immeuble d'intérêt public (Catégorie IIP) depuis ç43
.
L'archéologie a révélé que le site a été occupé depuis l'âge du fer, au moins depuis les Ve et IVe siècles av. J.-C., mais peut-être même depuis le IXe siècle av. J.-C., par des Proto-Indo-Européens.
Avec la conquête romaine de la péninsule Ibérique est apparue la nécessité d'administrer les nouveaux territoires incorporés. Ainsi, dans certains cas, de nouvelles villes ont été créées, tandis que dans d'autres, des colonies autochtones existantes ont été transformées pour répondre aux besoins. La colonie d'origine s'est transformée en ville à l'époque romaine et a été occupée jusqu'au Haut Moyen Âge.

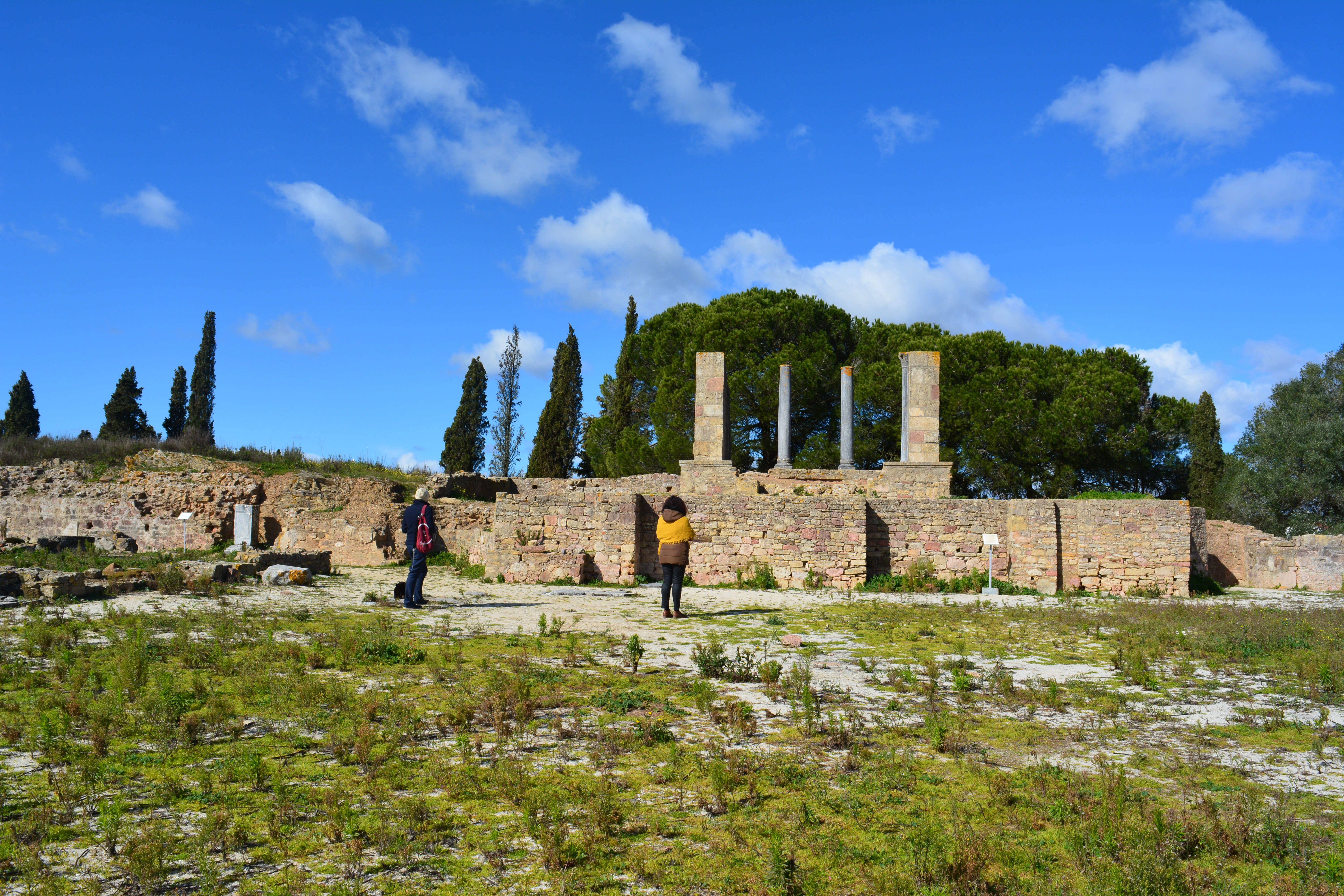
Le forum

Le forum occupait presque toute la surface de l'ancienne colonie, et autour de lui une zone commerciale s'est développée. Les deux thermes, situés côte à côte, comptent parmi les mieux conservés de Lusitanie. Plusieurs bâtiments domestiques ont été identifiés au cours des dernières décennies, principalement des domus (maisons à péristyle). Relativement proche des thermes, se trouve un pont romain à une seule arche.
Le cirque romain, le seul dont le plan complet est entièrement connu au Portugal, est situé plus loin du centre, à environ 500 m au sud.

## Historique

### Âge du fer
Le nom de Castelo Velho (Vieux Château en portugais) est un toponyme populaire récurrent pour les sites et ruines antiques, faisant généralement référence à des établissements préromains. La culture matérielle témoigne d'une forte influence celtique continentale et, s'il s'agit du site de l'antique Mirobriga, le suffixe -briga est un indicateur supplémentaire de la nature ethnoculturelle celtique des habitants.
L'état actuel des recherches suggère que la plus ancienne occupation remonterait au IXe siècle av. J.-C. Les structures connues à ce jour ne remontent cependant qu'aux IVe et IIIe siècles av. J.-C. On pense que cette colonie n'occupait que la colline de Castelo Velho et ses pentes, une superficie d'environ 11 800 m2.
Les recherches ayant principalement porté sur les vestiges romains, l'occupation du site à l'âge du fer demeure largement méconnue. Un seul bâtiment a été fouillé. Il est généralement appelé temple celtique, bien que sa fonction sacrée soit encore controversée et qu'il ait pu tout aussi bien s'agir d'un bâtiment domestique. 
À l'époque romaine, le forum occupait presque toute la colline, détruisant probablement l'ancienne colonie.

### Période romaine

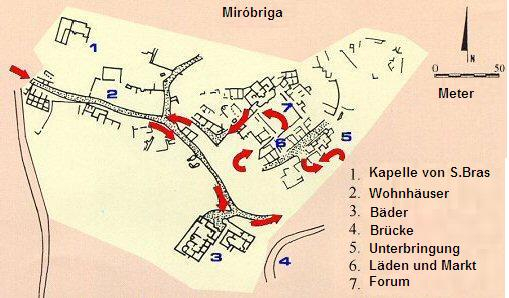
Le plan de Mirobriga montrant la chapelle de São Brás (1), les villas résidentielles (2), les thermes (3), le pont (4), les logements (5), le marché (6) et le forum (7).

Vers la seconde moitié du Ier siècle, l'occupation romaine commença, agrandissant le site et occupant une superficie de 28 000 m2. À cette époque, les thermes et la route pavée le long du sud-est furent construits, reflétant la prospérité économique des Flaviens. Vers la première moitié du IIe siècle, la construction des thermes orientaux et de l'hippodrome commença, suivie de la deuxième phase de construction dans la seconde moitié du IIe et du IIIe siècle.
Vers la seconde moitié du IIe siècle, des signes d'abandon apparaissent, témoignant peut-être de la crise politique provoquée par les invasions barbares de cette période. À la fin du IVe siècle, la population diminue sensiblement, même si une certaine continuité persiste sur le site, principalement autour de la petite chapelle de São Brás.

## Architecture
La colline de Castelo Velho (245 m) domine le site qui se trouve à un kilomètre au nord-ouest du centre urbain de l'actuelle Santiago do Cacém, qui surplombe la plaine nord de Chãos Salgados.
Miróbriga est situé dans un emplacement privilégié, sur les anciennes voies romaines de la région avec accès à la côte. À proximité se trouve le moulin à vent de Cumeadas.

### Forum

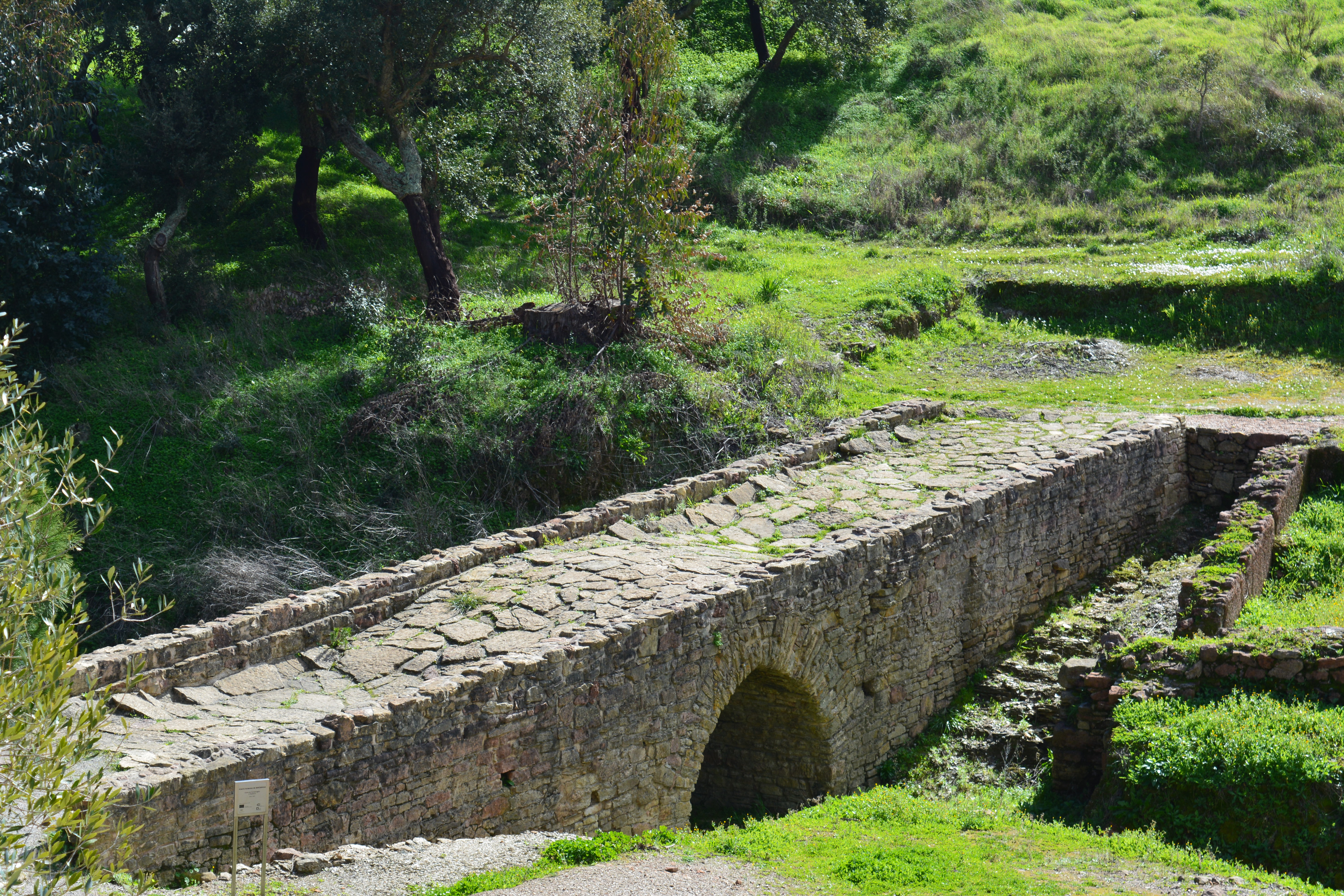
Le pont romain.

Le forum urbain a été construit sur le point culminant de l'habitat, là où un site de l'âge du fer avait été découvert. Il se trouve à environ 250 m d'altitude, d'où l'on peut voir toute la zone environnante jusqu'à la côte. Comme c'était la coutume dans une ville romaine, le forum était le centre de la vie publique. Son point central était une place ouverte relativement petite, d'environ 22 × 25,5 m, pavée de dalles de calcaire. Le complexe est daté de l'époque flavienne grâce à la découverte de céramique sigillée du sud de la Gaule.

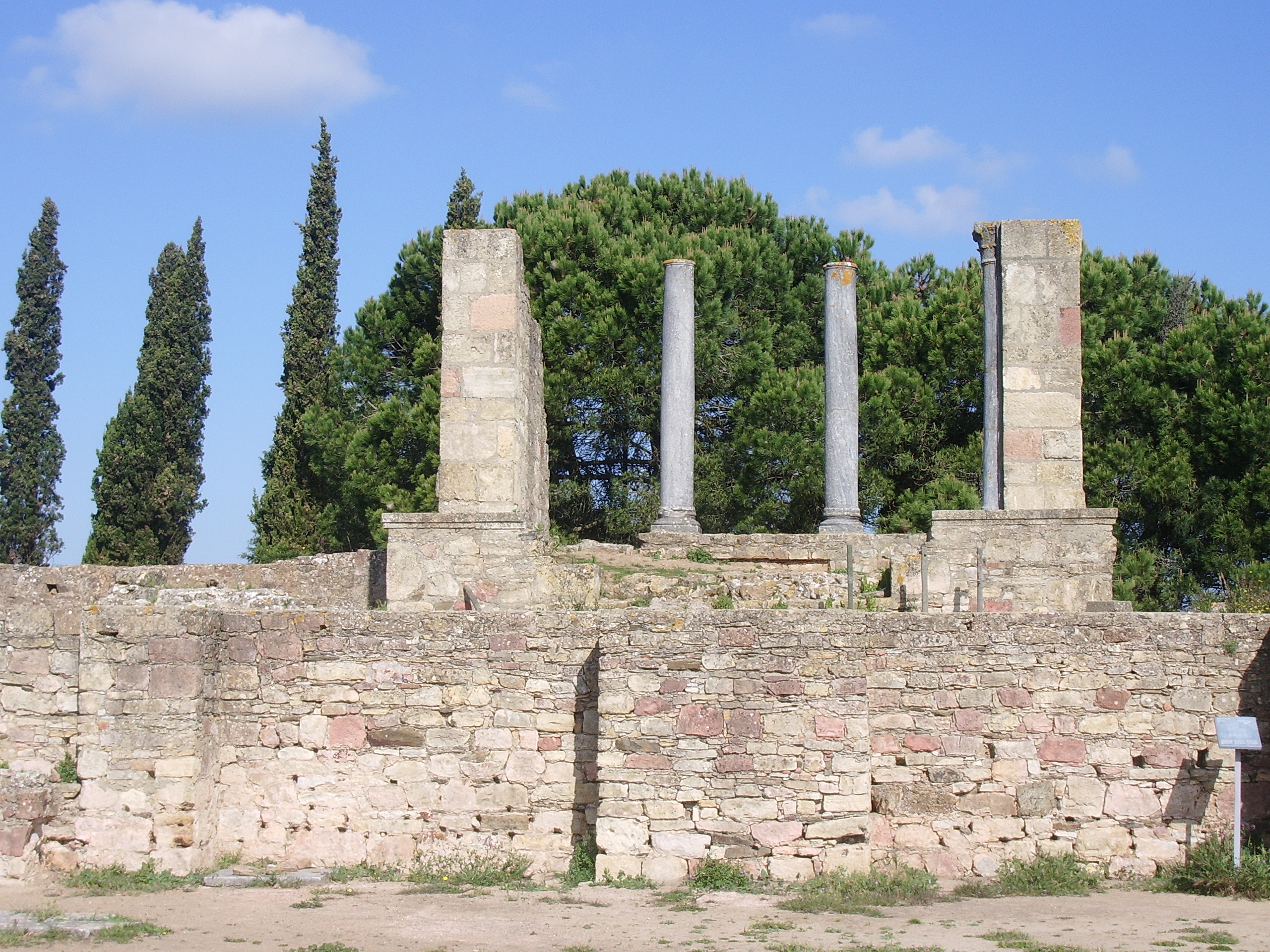
Le temple du forum.

À l'est des thermes se trouve un petit pont à une seule arche, qui permettait d'accéder par l'axe ouest-est au Forum, à un temple impérial (destiné au culte des empereurs romains) et à un temple à trois nefs mesurant 10 × 15 m avec une abside dédié à Vénus.  
Entre ces deux temples se trouvent les vestiges d'un Antae temple (en), mesurant environ 10 × 8 m, de dédié à la divinité locale. Au nord du forum se trouvent les ruines du macellum (marché de l'époque romaine), des tabernae (tavernes) et des maisons des visiteurs, séparées par une autre route.

### Thermes

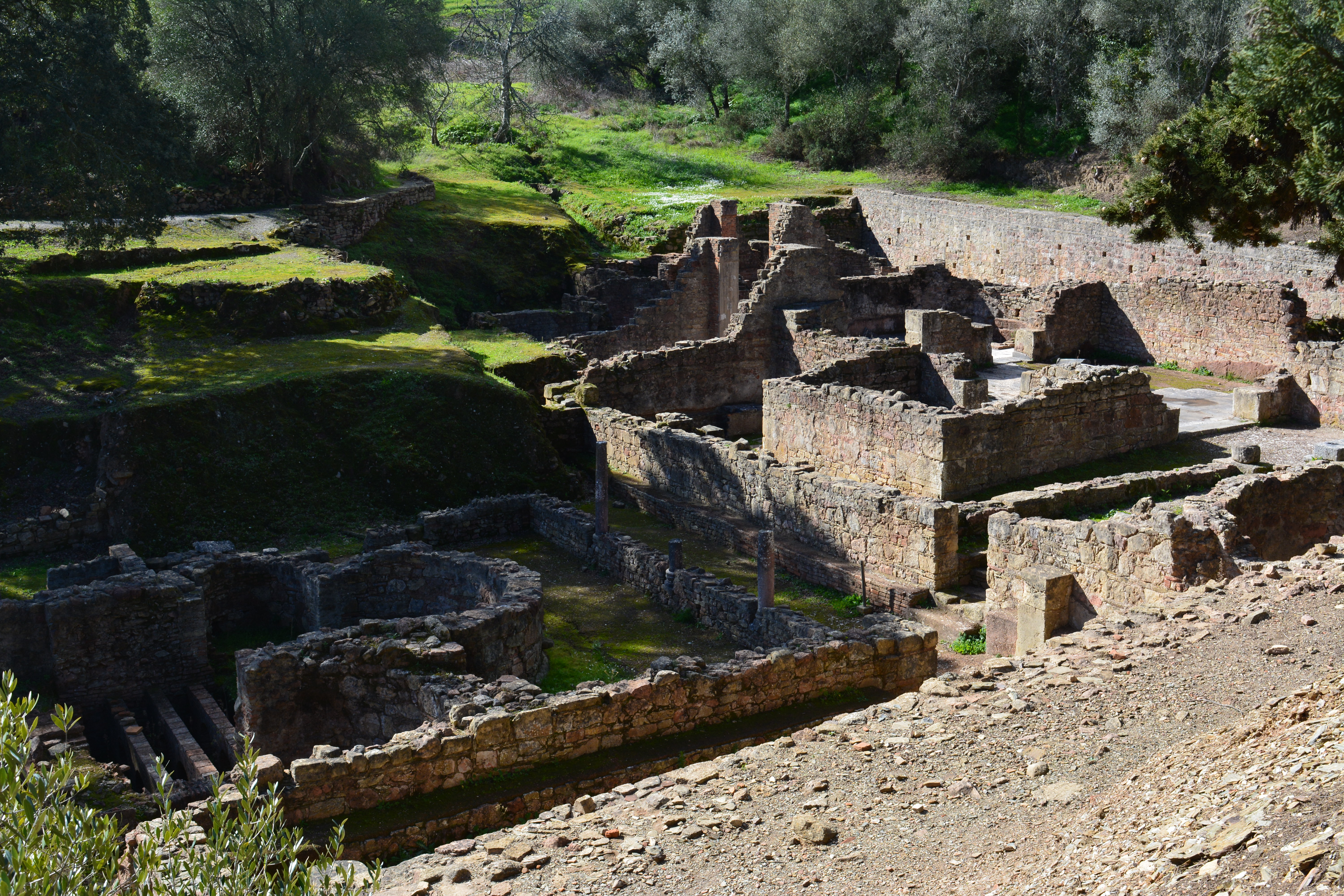
Vue partielle des thermes.

Le village s'articule autour de voies romaines, avec de nombreux accès pavés. Autour de l'axe ouest-est se trouvent les ruines des maisons résidentielles. À l'est, se trouvent les anciens thermes construits sur un canal et composés de deux bâtiments en forme de L. 
Chaque thermes dispose d'une entrée dans la salle de massage, un gymnase, un apodyterium (vestiaire), l'espace de bain, qui comprend le frigidarium (bains froids), tepidarium (bains tièdes) et caldarium (bains chauds), et des latrines commune. Les salles sont chauffées par un système d'hypocauste qui chauffait les sols des bains, qui était situé dans la partie sud des bâtiments. C'était un système souterrain formé de piliers et d'arcs, avec des tuiles, qui permettait la circulation de l'air chaud pour produire des environnements chauffés, soutenus par des fours.

### Cirque
Le cirque romain, ou hippodrome antique, était un espace rectangulaire avec des sièges incurvés à l'extrémité nord, tandis que des sièges segmentés au sud, utilisés pour les courses de chars ou de chevaux. C'était un espace d'environ 370 × 75 m, divisé en deux par une colonne vertébrale avec des poteaux à chaque extrémité et un arc de triomphe à l'entrée sud. La spina (mur central bas autour duquel tournaient les chars) et les murs d'enceinte sont préservés dans leurs fondations ; ils furent construits en opus caementicium. Du côté sud, ont été découverts des traces d'écuries et d'abris pour les animaux et les chariots. Il ne reste rien des tribunes des spectateurs ; elles étaient certainement construites en bois.

## Protection du site

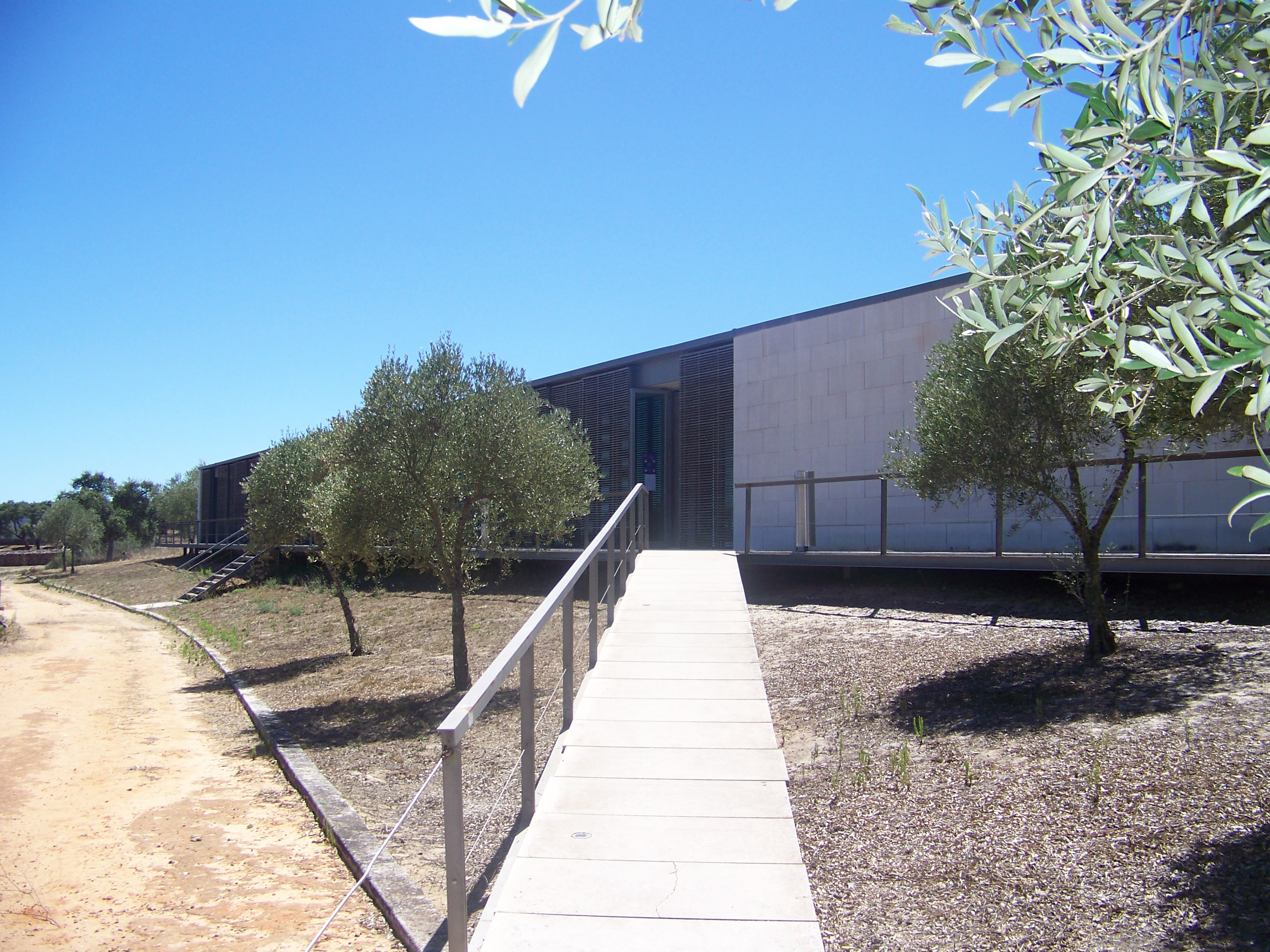
Le centre d'interprétation de Miróbriga.

Le 1er juin 1992, l' Instituto Português do Património Arquitectónico (IPPAR) a pris en charge la gestion du site, par le décret-loi n° 106F/92. Cela a été suivi en 1996-1997 par l'acquisition des terrains qui entouraient le site, dans le cadre de la ZEP-Zona de Désignation Proteção Especial (Zone de protection spéciale).
Le 1er février 1999, une dépêche (n° 180/99) des ministères de l'Équipement, de la Planification et de l'Administration du Territoire, du ministère de l'Environnement et du ministère de la Culture, a reconnu l'importance de la sauvegarde des ruines romaines et a autorisé la construction d'un Centre d'interprétation.
Le projet a débuté en 2000, conçu par l'architecte Paula Santos, et comprenait un espace de 700 m2. Le centre d'interprétation (l'ajout le plus récent) est situé sur une zone surélevée à l'entrée du site, avec plusieurs sentiers menant de ce site aux ruines.